# Difosfina
Difosfina, P
2H
4 – nietrwały nieorganiczny związek chemiczny, połączenie fosforu i wodoru o budowie chemicznej analogicznej do hydrazyny (H
2N−NH
2). Jest bezbarwną cieczą ulegającą spontanicznemu zapłonowi w powietrzu. Zawartość difosfiny w fosfinie jest przyczyną jej samozapłonu w powietrzu o temperaturze pokojowej. Difosfina posiada charakterystyczny zapach zgniłych ryb – wyczuwalny nawet przy bardzo niskich stężeniach.
Difosfinę otrzymać można przez hydrolizę fosforku wapnia (Ca
3P
2) w obniżonej temperaturze i oddzielenie od fosforiaku. Powstaje jako produkt uboczny w procesie otrzymywania fosfiny. Może powstawać także podczas rozkładu materii organicznej i według niektórych hipotez, difosfina powstająca w ten sposób przyczynia się do występowania błędnych ogników.

## Właściwości chemiczne
Difosfina jest nietrwałym związkiem będącym silnym reduktorem, ulega samozapłonowi na powietrzu. Pod wpływem światła lub działania chlorowodoru w −125 °C dysproporcjonuje na fosfinę i fosfor czerwony:
6P
2H
4 → 8PH
3 + P
4
Podczas ogrzewania difosfina ulega termolizie z wytworzeniem fosfin cyklicznych P
nH_{n} (n = 3–10) i policyklicznych P
nH_{m} (m < n), wśród których przeważa pentafosfolan (PH)
5 i związki policykliczne zawierające pierścienie pięcioczłonowe.
W reakcji z butylolitem w −25 °C następuje dysproporcjonowanie do fosforiaku i policyklicznego heptafosforku trilitu Li
3P
7 o szkielecie heptafosfanortricyklenu.

## Pochodne organiczne
Difosfinami nazywane są związki fosforoorganiczne o budowie R
2P−PR
2 (np. tetrametylodifosfina Me
2P−PMe
2) oraz R
2P−(CH
2)
n−PR
2 (wykorzystywane jako ligandy dwukleszczowe, np. 1,1-bis(difenylofosfino)metan, Ph
2P−CH
2−PPh
2).